# 1775
Évszázadok: 17. század – 18. század – 19. század
Évtizedek: 1720-as évek – 1730-as évek – 1740-es évek – 1750-es évek – 1760-as évek – 1770-es évek – 1780-as évek – 1790-es évek – 1800-as évek – 1810-es évek – 1820-as évek
Évek: 1770 – 1771 – 1772 – 1773 –  1774 – 1775 – 1776 – 1777 – 1778 – 1779 – 1780

## Események

### Határozott dátumú események
- február 9. – A brit parlament kimondja, hogy Massachusetts „a lázadás állapotában van”.[1]
- február 14. – Giovanni Angelo Braschit pápává választják, tisztségét VI. Piusz néven tölti be.[2]
- február 15. – A Duna elönti Pestet, a budai alsóvárosokat és Óbudát.[3]
- április 19. – A lexingtoni sortűzzel elkezdődik az amerikai függetlenségi háború.[4]
- május 7. – Bukovinát a Habsburg Birodalomhoz csatolják.[5]
- május 10. – Philadelphiában összeül a második kontinentális kongresszus.[6]
- július 5. – A philadelphiai kongresszus által III. Györgyhöz intézett Olajág-petíció az ellenségeskedés megfékezésére kéri a királyt.[6]
- augusztus 23. – III. György brit király lázadónak nyilvánítja az amerikai gyarmatokat.[6]

### Határozatlan dátumú események
- A philadelphiai kvékerek megalapítják a világ első rabszolgaság-ellenes társaságát.[7]
- Mária Terézia elrendeli, hogy az inkvizítorok halála után nem lehet újakat kinevezni.[8]

## Születések
- január 20. – André-Marie Ampère, francia fizikus, akit az elektromágnesesség egyik fő felfedezőjének tekintenek († 1836)
- január 27. – Friedrich Wilhelm Joseph Schelling, német filozófus († 1854)
- február 9. – Bolyai Farkas, matematikus († 1856)
- március 20. – Kolossváry Sándor, kanonok, címzetes apát, az MTA tagja († 1842)
- június 17. – Csepcsányi Gábor, akadémiai tanár, több megye táblabírója, költő († 1841)
- július 27. – Brunszvik Teréz, az első magyarországi óvoda megalapítója († 1861)
- szeptember 10. – Csomay Pál, jogász, költő († ?)
- október 10. – idősebb Bene Ferenc, orvos († 1858)
- október 15. – Bernhard Crusell finn születésű klarinétművész és zeneszerző († 1838)
- november 10. – Aigl Pál, pécsi kanonok († 1839)
- november 19. – Johann Karl Wilhelm Illiger, német zoológus és entomológus († 1813)
- november 25. – Csergheő Ferenc, magyar császári és királyi tanácsos, a dunántúli királyi tábla ülnöke († 1855)
- december 16. – Jane Austen, angol írónő († 1817)

## Halálozások
- január 8. – John Baskerville, brit betűöntő és nyomdász (* 1706)
- június 17. – John Pitcairn, brit tengerésztiszt (* 1722)
- szeptember 24. – Daniel Polixénia, magyar írónő (* 1720)
- október 18. – Christian August Crusius, német filozófus, protestáns teológus (* 1715)
- december 31. – Richard Montgomery, ír születésű brit katonatiszt, az amerikai függetlenségi háborúban a kontinentális hadsereg generálisa (* 1738)